# Nederlandse Rijksbegroting

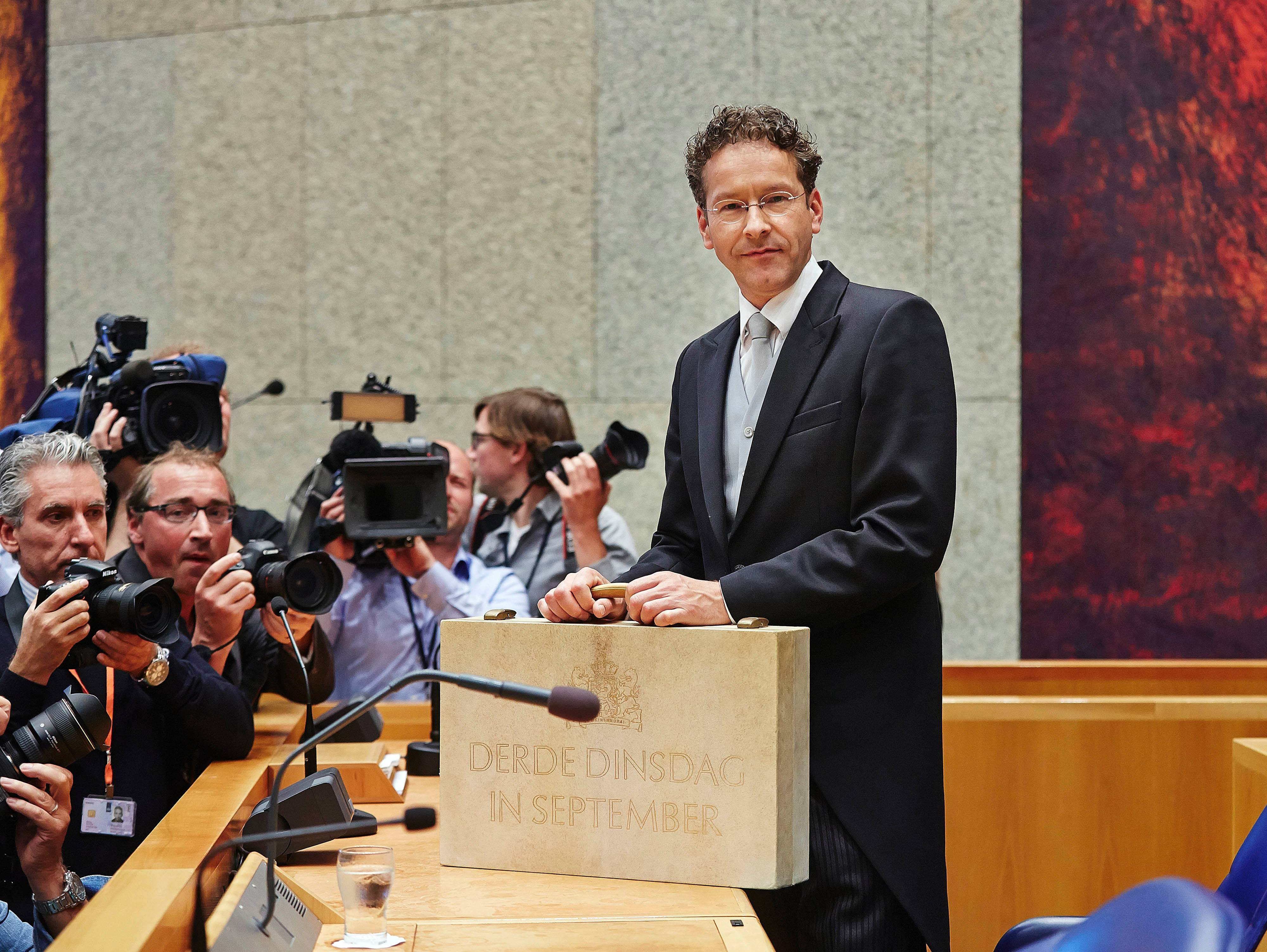
Minister Jeroen Dijsselbloem biedt het koffertje met de miljoenennota aan aan de Tweede Kamer op Prinsjesdag 2014.

De Nederlandse Rijksbegroting bestaat uit de begrotingen waarin de ontvangsten en uitgaven per begrotingshoofdstuk zijn aangegeven. 
Elk jaar presenteert de minister van Financiën op Prinsjesdag de Rijksbegroting aan de Tweede Kamer, door indiening van de wetsvoorstellen en een politieke samenvatting daarvan, de miljoenennota (ook wel: miljardennota), formeel de "Nota over de toestand van 's Rijks Financiën". In de miljoenennota worden de belangrijkste plannen van het kabinet voor het volgende jaar besproken. Hierbij wordt ingegaan op de kosten en de invloed van deze plannen op de burgers en de bedrijven. Ook wordt de algemene toestand van de Nederlandse economie besproken. Een belangrijk onderwerp is altijd de overheidsfinanciën. Wanneer er sprake is van een begrotingstekort (wat in de meeste jaren het geval is) wordt aangegeven hoe groot dit tekort is en hoe het zal worden gefinancierd.

## Totstandkoming
Het opstellen van de begroting en de bijbehorende discussies nemen het hele jaar in beslag. De Raad van State brengt advies uit over de ontwerpbegrotingen en over de miljoenennota. De ministers geven hun reactie op het advies van de Raad van State. Al deze stukken worden bij de begrotingen en de miljoenennota gevoegd.
De minister van Financiën coördineert de voorbereiding en uitvoering van de Rijksbegroting. Hij is het parlement verantwoording verschuldigd voor die begroting. De ministerraad, alle ministers gezamenlijk, is verantwoordelijk voor het opstellen van de begroting. De afzonderlijke ministers verdedigen de begroting van hun departement in de Tweede Kamer.
De begrotingsbehandeling vindt in een vastgesteld ritme plaats na de Algemene Politieke en Financiële Beschouwingen, kort na Prinsjesdag. De Tweede Kamer heeft het recht begrotingen te wijzigen en stelt die uiteindelijk vast. Daarna gaat de begroting naar de Eerste Kamer die deze mag afkeuren of goedkeuren, maar niet meer mag wijzigen.

## Structuur
Er is een begrotingshoofdstuk per ministerie, en er zijn nog enkele andere (zie ook kamerstukdossiers van de begroting). Per begrotingshoofdstuk is er een begrotingswet, bijvoorbeeld de Wet van 26 januari 2019, houdende vaststelling van de begrotingsstaten van het Ministerie van Sociale Zaken en Werkgelegenheid (XV) voor het jaar 2012. Deze bevat een begrotingsstaat met de geraamde inkomsten en uitgaven. Achteraf is er een slotwet, zoals de Wet van 30 september 2011 tot wijziging van de begrotingsstaten van het Ministerie van Sociale Zaken en Werkgelegenheid (XV) voor het jaar 2010 (slotwet). Deze wijzigt de betreffende begrotingsstaat op basis van de gerealiseerde inkomsten en uitgaven.
In de budgettaire tabellen wordt vermeld welk percentage van de geraamde uitgaven juridisch verplicht is, zoals bij uitgaven die voortvloeien uit wetgeving; hoe hoger het percentage, hoe kleiner de budgetflexibiliteit. Het deel van de uitgaven dat niet juridisch is verplicht is soms op andere wijze verplicht (bijvoorbeeld bestuurlijk gebonden op basis van een convenant). Bij bijvoorbeeld Sociale Zaken en Werkgelegenheid zijn de juridisch verplichte uitgaven te vinden bij de posten inkomensoverdrachten, bijdragen aan ZBO’s, aan andere begrotingen en aan sociale fondsen. Bij de posten subsidies, opdrachten en bekostiging zit budgetflexibiliteit. Dit neemt niet weg dat een wetswijziging juridische verplichtingen kan wijzigen.

## Geschiedenis

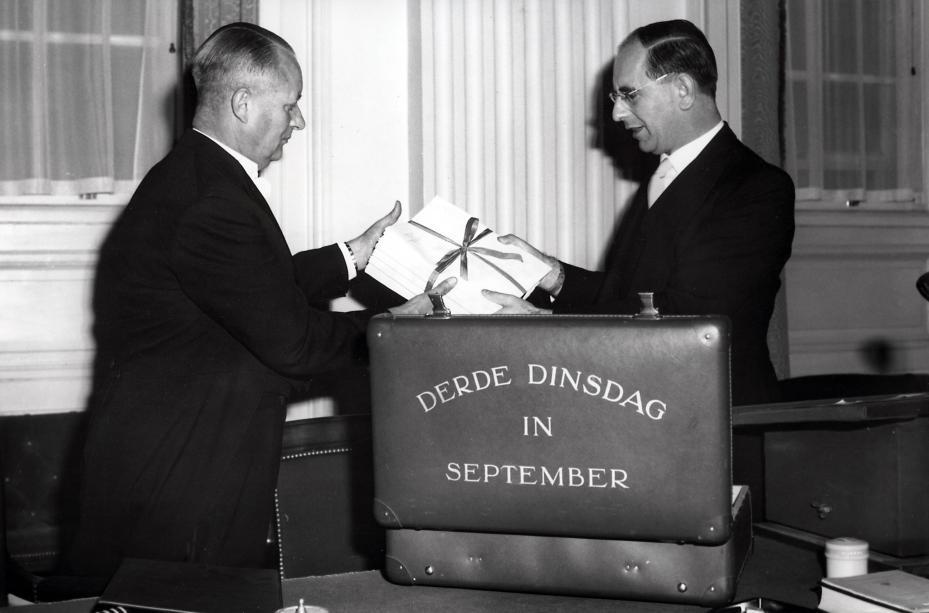
Minister Jan de Pous met het miljoenenkoffertje na de opening der Staten-Generaal door H.M. de Koningin. Den Haag, 18 september 1962.

De grondwetten van 1814 en 1815 kenden een tienjarige begroting. Daarvan maakte de begroting van de koloniën geen deel uit, omdat het opperbestuur daarvan aan de Koning toekwam.
Bij de herziening van de grondwet in 1840 werd de tweejarige begroting ingevoerd, in 1848 de jaarlijkse begroting. De Indische begroting wordt vanaf 1867 onderworpen aan parlementaire goedkeuring.
De eerste miljoenennota, "Nota betreffende de toestand van 's Landsfinanciën" genaamd, werd in 1906 gepresenteerd door minister De Meester. Voor die tijd werd de begroting mondeling aan de Eerste en Tweede Kamer aangeboden met een "miljoenenrede".

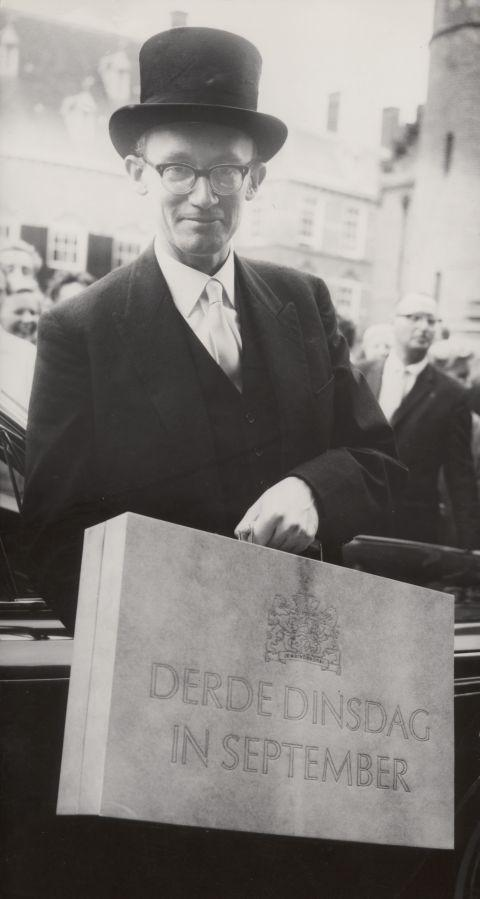
Johan Witteveen met de nieuwe koffer voor de rijksbegroting (1964)

De miljoenennota wordt aangeboden in een koffertje met daarop de tekst Derde dinsdag in september en het wapen van Nederland. Deze traditie is ontstaan toen in 1947 minister Piet Lieftinck van Financiën de eerste begroting na de Tweede Wereldoorlog op een nette manier wilde presenteren aan de Tweede Kamer. Hij had het koffertje afgekeken van het Engelse Lagerhuis, waar dit al langer gebeurde. Het eerste koffertje bevindt zich in de collectie van het Belasting & Douane Museum in Rotterdam.
Het koffertje is sinds 1947 meermalen vervangen, voor het laatst in 1964. Toen schonk de Staatsdrukkerij bij gelegenheid van haar 150-jarig bestaan een geitenleren koffertje, gevoerd met blauwe zijde. In 2022 kondigde minister Sigrid Kaag aan, dat ze voor 2023 een "duurzamer" exemplaar wil aanschaffen.
Overigens omvat de begroting tegenwoordig veel meer papier dan er in het koffertje past, zodat het koffertje er eigenlijk alleen voor de show is.